# Ateloplus luteus
Ateloplus luteus är en insektsart som beskrevs av Andrew Nelson Caudell 1907. Ateloplus luteus ingår i släktet Ateloplus och familjen vårtbitare. Inga underarter finns listade i Catalogue of Life.